# Sankanje na Zimskih olimpijskih igrah 1976
Sankanje na Zimskih olimpijskih igrah 1976.

## Dobitniki medalj

### Moški
| Tekma  | Zlato                                                | Srebro                                                   | Bron                                       |
| Enosed | Dettlef Günther                                      | Josef Fendt                                              | Hans Rinn                                  |
| Dvosed | Nemška demokratična republika Hans Rinn Norbert Hahn | Zvezna republika Nemčija Hans Brandner Balthasar Schwarm | Avstrija · Rudolf Schmid · Franz Schachner |

### Ženske
| Tekma  | Zlato           | Srebro      | Bron                 |
| Enosed | Margit Schumann | Ute Rührold | Elisabeth Demleitner |